# Albert Freuler

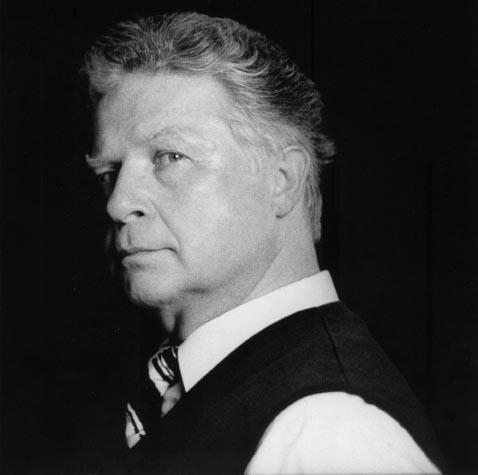
Albert Freuler, Foto: Monica Boirar

Albert Freuler (* 26. Januar 1942 in Zürich) ist ein Schweizer Schauspieler.

## Leben
Nach einer Ausbildung an der Schauspielakademie Zürich, die Freuler 1968 abschloss, folgten Engagements an verschiedenen deutschsprachigen Theatern. Ab Anfang der 1970er Jahre gehörte er zusammen mit Lilly Friedrich und Paul Weibel zum festen Ensemble der Theatergruppe «Die Claque». In seiner Form stellte dieses Schweizer Theaterkollektiv ein einzigartiges Novum dar. Nicht nur war «Die Claque» die erste freie Truppe mit kontinuierlich arbeitendem Berufsensemble, gearbeitet wurde zudem ohne hierarchische Strukturen wie in den etablierten Theatern üblich. Es gab keinen nominierten Leiter. Nach einem Selbstbestimmungsmodell galten alle Mitwirkenden des Theaterkollektivs als gleichberechtigt.
Von 1983 bis 1989 gehörte Freuler unter der Intendanz von Peter Schweiger zum Ensemble des Theaters am Neumarkt in Zürich. Seit 1989 arbeitet er als freier Schauspieler mit Engagements am Schauspielhaus Zürich, am Theater an der Winkelwiese Zürich, dem Vaudeville Theater, dem Theater Basel, Theater Tuchlaube Aarau, Sogar Theater Zürich, dem Stadttheater Aachen, dem Landestheater Schwaben u. a. Neben seiner Tätigkeit als Schauspieler wirkt Freuler auch als Regisseur und Bühnenbildner. Zudem erhielt er diverse Engagements für das Schweizer Fernsehen:
Fernsehspiele, Telebühne, Eurocop und wirkte in zahlreichen Hörspielen mit.

## Filmografie (Auswahl)
- 1980: Der Erfinder – Regie: Kurt Gloor
- 1985: Der schwarze Tanner – Regie: Xavier Koller
- 1989: Leo Sunny Boy – Regie: Rolf Lyssy
- 1990: Reise der Hoffnung – Regie: Xavier Koller
- 1990: Bingo – Regie: Markus Imboden
- 1990: Tatort: Howalds Fall (Fernsehreihe)
- 1991: Tatort: Kameraden
- 1992: Kinder der Landstrasse – Regie: Urs Egger
- 1992: Tatort: Marion
- 1993: Tatort: Gehirnwäsche
- 1994: Tatort: Herrenboxer
- 1994–1995: Die Direktorin (Fernsehserie)
- 1996: Tatort: Die Abrechnung

## Theatrografie (Auswahl)
- Volker in Heinrich Henkels «Eisenwichser», Regie: Jean Grädel
- Billy in Barry Hines «Das Geschäft mit Billys Kohlen», Regie: Jean Grädel
- Satanael in Hacks’ «Adam und Eva», Regie: Jean Grädel
- Pronos in Fernando Arrabals «Und sie legten den Blumen Handschellen an», Regie: Jean Grädel
- Mann in Franz Xaver Kroetz’ «Michis Blut», Regie: Paul Weibel
- Adolphine Plückerjahn in Julie Schraders «Genoveva oder Die weisse Hirschkuh»
- Carabinieri in Dario Fos «Bezahlt wird nicht», Regie: Reto Babst
- Matter in der Uraufführung von Kurt Hutterlis «Das Matterköpfen», Regie: Peter Schweiger
- Titelrolle in Shakespeares «King Lear», Regie: Paul Weibel
- Graf Almaviva in Peter Turrinis «Der tollste Tag», Regie: Paul Weibel
- Schrebers Bruder in der Uraufführung von Lukas B. Suters «Schrebers Garten», Regie: Peter Schweiger
- Vater in der Schweizer Erstaufführung von Franz Xaver Kroetz’ «Bauern sterben», Regie: Peter Schweiger
- Alfred in der Uraufführung von Markus Kägi s «Ach & Och oder De Alfred und de Emil im Hallebad», Regie: Michael Klette
- Kunze in der Uraufführung von Urs Widmers «Alles klar», Regie: Rolf Lyssy
- Karnenjew in der Schweizer Erstaufführung von Volker Brauns «Lenins Tod»
- Pilet-Golaz und Gauleiter Gysler in der Uraufführung von Urs Widmers «Frölicher – ein Fest», Regie: Stefan Viering
- Meienberg in «Liebäugeln» nach Texten von Niklaus Meienberg
- Schwitter in Friedrich Dürrenmatts «Der Meteor», Regie: Markus Emmenegger
- Richter Brack in Henrik Ibsens «Hedda Gabler»
- Al Lewis in Neil Simons «Die Sunny Boys»
- Doktor Wangel in Henrik Ibsens «Die Frau vom Meer»
- Zauberkönig in Ödön von Horváths «Geschichten aus dem Wienerwald»
- Opa in Markus Köbelis «Zimmer frei»
- Vater Bernd in Gerhart Hauptmanns «Rose Bernd»
- Sargtöneli in «De Franzos im Aargau» von Thomas Hürlimann, Regie: Volker Hesse
- Hannes in «Memo Treff» von Hans Suter, Regie: Walter Baumgartner[3][4]
- Abt in «Die Teufelsuhr» von Silja Walter, Regie: Jean Graedel[5]